# Loobu (Fluss)
Der Loobu-Fluss (estnisch Loobu jõgi; historischer deutscher Name: Loop) ist ein 62 Kilometer langer Fluss in Estland. Sein Einzugsgebiet beträgt 308 km².

## Verlauf
Der Fluss entspringt im Höhenzug Pandivere, durchfließt das Dorf Kadrina sowie den Nationalpark Lahemaa und mündet beim Dorf Vihasoo der Gemeinde Kuusalu in der Bucht von Eru in den Finnischen Meerbusen.

### Nebenflüsse
Größere Zuflüsse sind der Bach Udriku und der Fluss Läsna.